# Marcha por la vida en Washington

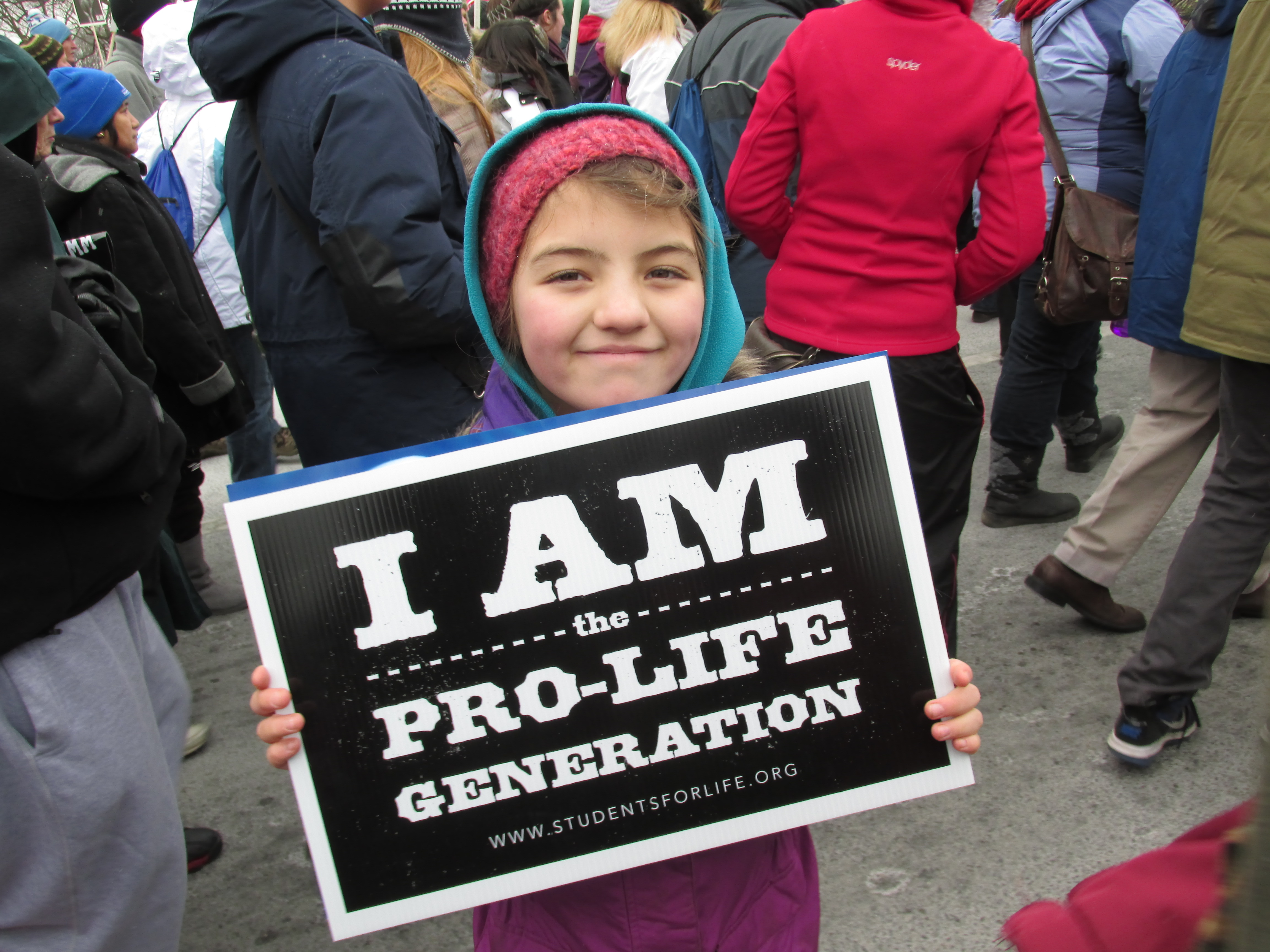
Una niña en la Marcha por la Vida 2013

La Marcha por la Vida es una marcha anual en protesta tanto por la práctica como por la legalidad del aborto, que se lleva a cabo en Washington D. C. en o alrededor del aniversario de Roe v. Wade, una decisión emitida en 1973 por la Corte Suprema de los Estados Unidos que legaliza el aborto en todo el país. La marcha, cuya misión declarada es "Poner fin al aborto uniendo, educando y movilizando a las personas pro-vida en la plaza pública", aboga por la revocación de Roe v. Wade. Está organizado por el Fondo de Educación y Defensa de la Marcha por la Vida. La marcha por la vida ha sido replicada en diferente ciudades alrededor del mundo.

## Historia
En la década de 1960, la opinión pública estadounidense sobre una variedad de temas, incluida la sexualidad y el aborto, cambió. Se volvió mucho más común que las personas tuvieran relaciones sexuales fuera del matrimonio. El aumento de los nacimientos fuera del matrimonio, la anticoncepción y el aborto se convirtieron en temas políticos controvertidos. Cuando la Corte Suprema dictaminó que de hecho era constitucional que una mujer interrumpiera su embarazo (en las primeras etapas), se creó un vigoroso movimiento contra el aborto. La primera Marcha por la Vida, que fue fundada por Nellie Gray, se llevó a cabo el 22 de enero de 1974, en la escalinata oeste del Capitolio, Originalmente, la marcha estaba destinada a ser un evento único, con la esperanza de que la Corte Suprema de los Estados Unidos revocara Roe v. Wade inmediatamente un año después de su fallo. Sin embargo, después de la primera marcha en 1974, Gray tomó medidas para instituir el mitin como un evento anual hasta que Roe v. Wade fue derrocado al incorporar a más activistas antiaborto de base en la marcha, que sería reconocida oficialmente como una organización sin fines de lucro el mismo año.
Durante la número 33ª Marcha anual por la Vida en 2006, la nominación del juez Samuel Alito a la Corte Suprema provocó un cambio importante en el movimiento, debido a la expectativa de que Alito "obtendría la aprobación del Senado y se uniría a la mayoría para derrocar a Roe".
Durante la Marcha por la Vida del año 2009, la posible aprobación de la Ley de Libertad de Elección del 110.º Congreso de los Estados Unidos, un proyecto de ley que "codificaría Roe v. Wade "al declarar el derecho fundamental al aborto y levantar muchas restricciones sobre el aborto, sirvió como un punto de reunión clave.
En los Estados Unidos el movimiento antiaborto ha chocado con el feminismo moderno. Como resultado, las mujeres que se identificaron como feministas pero que también se opusieron al aborto legal fueron excluidas de la Marcha de Mujeres de 2017 en el Distrito de Columbia. Ambos lados del debate sobre el aborto han hecho uso de nuevos avances médicos, especialmente en neonatalogía y embriología, para justificar sus posiciones. En el caso de la Marcha por la Vida, la presidenta de la organización Jeanne Mancini afirmó que el argumento de que los embriones eran meras gotas de tejido ya no era factible.
Después de la Marcha de 2019, ocurrió un incidente ampliamente discutido en el que un grupo de participantes de la Marcha por la Vida fue confrontado por participantes de la Marcha de los Pueblos Indígenas.
Debido a la pandemia de COVID-19 y una medida de seguridad luego del asalto al Capitolio de los Estados Unidos en 2021, sus organizadores movieron en línea la Marcha por la Vida de 2021, y no se llevó a cabo en persona. Sin embargo, un pequeño grupo de manifestantes marchó hacia el edificio de la Corte Suprema, el punto final normal del evento.

## Itinerario
Los procedimientos de la Marcha por la Vida comienzan alrededor del mediodía. Por lo general, consisten en un mitin en el National Mall cerca de Fourth Street (en 2018, esto será cerca de 12th St. NW). Le sigue una marcha que viaja por Constitution Avenue NW, gira a la derecha en First Street NE y luego termina en los escalones de la Corte Suprema de los Estados Unidos, donde se lleva a cabo otra manifestación. Muchos manifestantes comienzan el día entregando rosas y presionando a los miembros del Congreso.

## Cantidad de asistentes

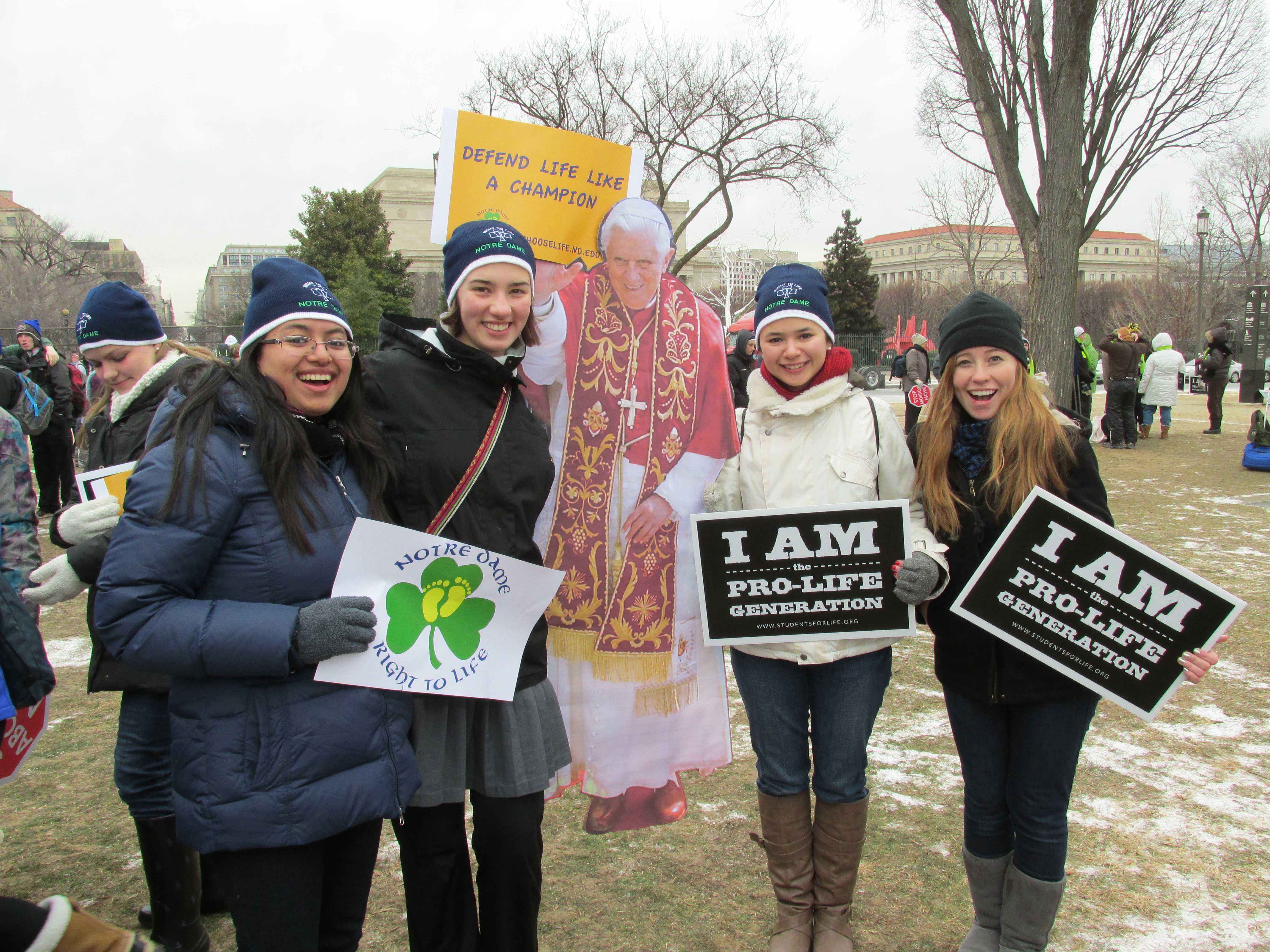
Estudiantes de la Universidad de Notre Dame en la Marcha por la Vida 2013

En 1987, se estimó que participaron alrededor de 10,000 personas.
En 1995, que es el último año en que el Servicio de Parques Nacionales hizo una estimación oficial de asistencia, asistieron 45.000 personas.
Entre 2003 y 2012, las marchas atrajeron multitudes estimadas en cientos de miles. Según los organizadores, al evento de 2011 asistieron 400.000. En 2013, los defensores de Life estimaron que la marcha atrajo a 650.000. Al igual que con todas las estimaciones de grandes multitudes, el número generado de asistentes informados difiere, y algunas fuentes indican una cifra de decenas de miles a seis cifras bajas.
En 2016, la marcha prosiguió a pesar de una tormenta de nieve que cayó 24 pulgadas (61,0 cm) de nieve en DC, con miles de asistentes.
Si bien es más probable que los jóvenes apoyen la legalización del aborto en general, no son un grupo homogéneo, como se puede ver en la demografía de los asistentes. Muchos adolescentes y estudiantes universitarios asisten a la marcha cada año, generalmente viajando con escuelas católicas, iglesias y grupos de jóvenes. Un columnista de The Washington Post estimó que aproximadamente la mitad de los manifestantes tenían menos de 30 años en 2010.

## Oradores

### Año 1987
En 1987, el entonces presidente Ronald Reagan habló de forma remota por teléfono y prometió ayudar a "poner fin a esta tragedia nacional". Jesse Helms, entonces senador de Carolina del Norte, asistió y habló. Llamó al aborto un "holocausto estadounidense".

### Años 2003-2009
En 2003, el entonces presidente George W. Bush habló a distancia por teléfono y agradeció a los participantes su "devoción a una causa tan noble". Durante sus discursos telefónicos, tendió a hablar ampliamente de oponerse al aborto en lugar de ofrecer cualquier esfuerzo específico que se esté haciendo para revocar el caso Roe v. Decisión de Wade. 
En 2003, los oradores incluyeron al representante estadounidense Chris Smith, republicano de Nueva Jersey, y Randall Terry, el fundador de Operation Rescue . En su discurso, Terry animó a los jóvenes de la audiencia, llamándolos a "luchar por todo lo que vales".
En 2004, hablaron 15 legisladores (todos republicanos). Entre los legisladores que hablaron se encontraban los representantes estadounidenses Todd Tiahrt de Kansas y Pat Toomey de Pennsylvania. Tiahrt, quien también habló en la 30ª marcha anual, instó a los manifestantes a "ayudar a los pro-vida en su estado"; Toomey apoyó estos comentarios y dijo que se vote por candidatos antiaborto para reclamar el Senado y, a su vez, los tribunales.
En 2006, el representante de los Estados Unidos Steve Chabot, un republicano de Ohio y destacado defensor del aborto en la Cámara de Representantes, habló a las masas sobre la revocación de Roe v. Wade . Nellie Gray, fundadora de March for Life, también habló.
En 2009, hablaron aproximadamente 20 miembros del Congreso, incluido el representante de los Estados Unidos F. James Sensenbrenner, Jr., republicano de Wisconsin y expresidente del Comité Judicial de la Cámara, y Gray.

### años 2011-2019

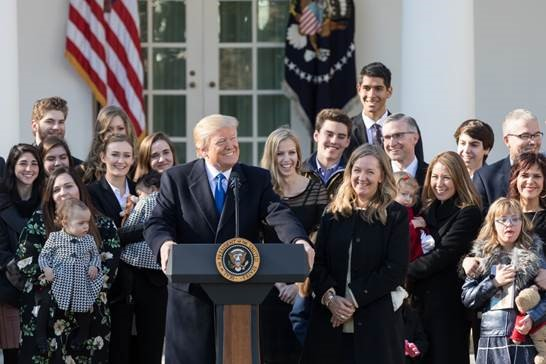
El presidente Donald Trump se dirige a la Marcha por la Vida en el Jardín de Rosas de la Casa Blanca el 19 de enero de 2018.

En 2011, los oradores incluyeron al líder de la mayoría de la Cámara de Representantes Eric Cantor, el líder de la mayoría de la Cámara de Representantes Kevin McCarthy y varios otros miembros del Congreso de los Estados Unidos, incluido el entonces Representante Mike Pence .
En 2013, los presentadores incluyeron al presidente de la Cámara de Representantes de los Estados Unidos, John Boehner (a través de una dirección en video pregrabada), el exsenador y candidato para la nominación presidencial del Partido Republicano en 2012, Rick Santorum, así como otros miembros del Congreso.
En 2016, la candidata presidencial republicana Carly Fiorina participó en la marcha.
En 2017, la marcha incluyó al vicepresidente Mike Pence, Kellyanne Conway, la consejera presidencial, el arzobispo de Nueva York, el cardenal Timothy M. Dolan, la activista contra el aborto Abby Johnson y el jugador de la NFL Benjamin Watson. El vicepresidente Pence asistió y habló en la marcha, convirtiéndose en el primer vicepresidente y el funcionario federal de más alto rango en hacerlo. Pence también fue uno de los oradores en la marcha de 2010 mientras se desempeñaba como representante del sexto distrito del Congreso de Indiana.
En 2018, el presidente Donald Trump se dirigió a la marcha número 45 vía satélite desde el jardín de rosas de la Casa Blanca, convirtiéndose en el primer presidente de Estados Unidos en dirigirse a la manifestación utilizando esta tecnología. A la marcha asistieron el presidente de la Cámara de Representantes de Estados Unidos, Paul Ryan, el representante demócrata de Illinois Dan Lipinski, el ex centro de la NFL Matt Birk y la madre del ex mariscal de campo de la NFL Tim Tebow, Pam.
En 2019, Trump se dirigió a la multitud vía satélite y Pence habló en el evento en persona. El presidente dijo: "Siempre defenderé el primer derecho de nuestra Declaración de Independencia: el derecho a la vida". El comentarista político Ben Shapiro también habló en el evento.

### Años 2020-presente

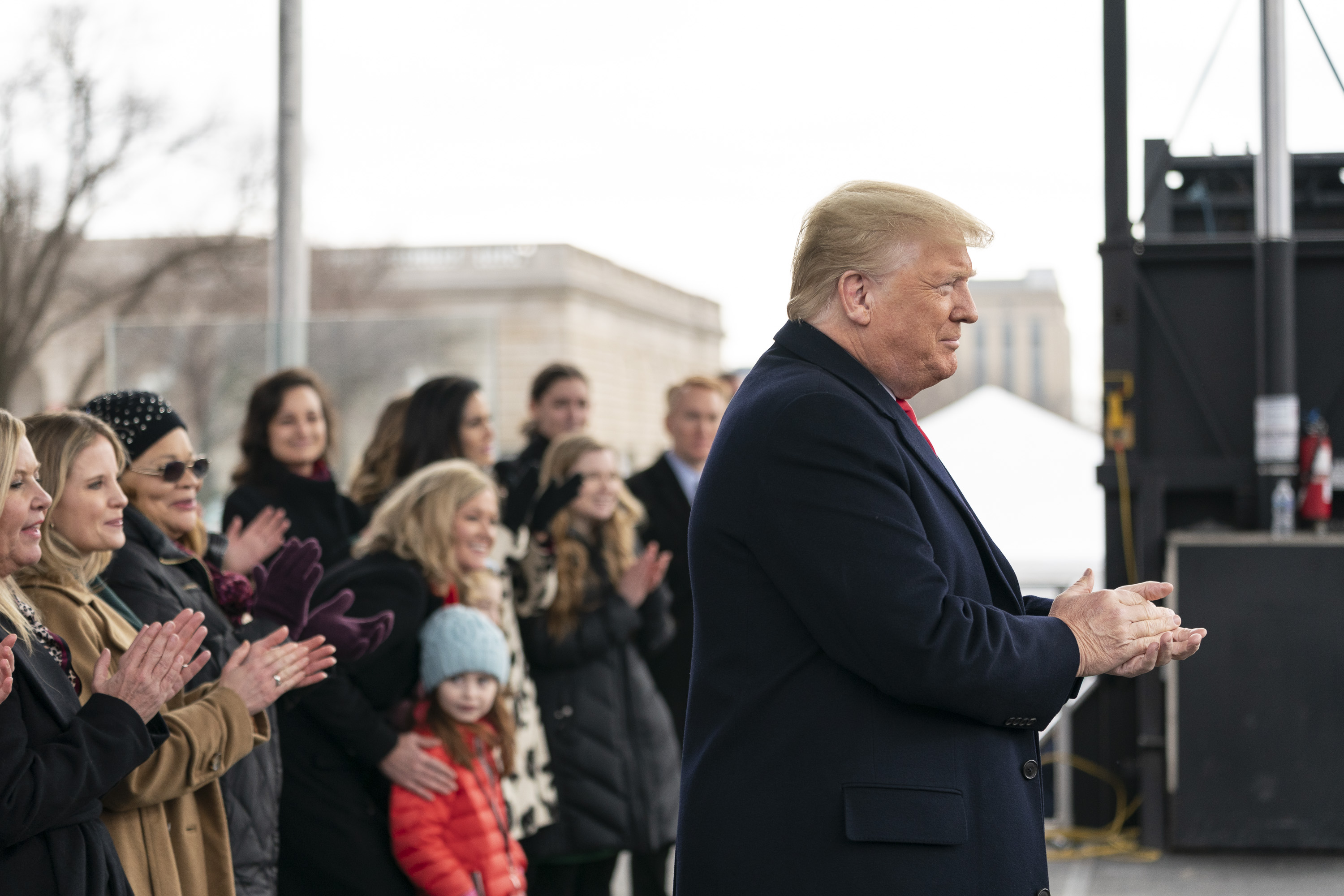
El presidente Trump en la Marcha por la Vida 2020

El 24 de enero de 2020, el presidente Trump se convirtió en el primer presidente de los Estados Unidos en asistir y hablar en la Marcha por la Vida.

## Eventos asociados
Varias organizaciones provida realizan eventos antes y después de la Marcha. Tales eventos incluyen un Luau for Life en la Universidad de Georgetown y una vigilia con velas en la Corte Suprema. Además, se han estrenado o promocionado películas independientes con un mensaje contra el aborto en asociación con la Marcha, incluida la película respaldada por el Vaticano Doonby, que se mostró en Landmark E Street Cinema durante la marcha de 2013, y 22 Weeks, que se estrenó en Union Phoenix Theatre de la estación en vísperas de la marcha de 2009.

### Eventos anglicanos
Anglicanos por la Vida, el apostolado antiaborto de la Iglesia Anglicana en América del Norte, lanzó la conferencia "Movilizando la Iglesia por la Vida" el día antes de la Marcha por la Vida de 2016. Al día siguiente, el primado de la Iglesia Anglicana en Norteamérica, Foley Beach, encabezó a los anglicanos en la Marcha por la Vida.

### Eventos católicos

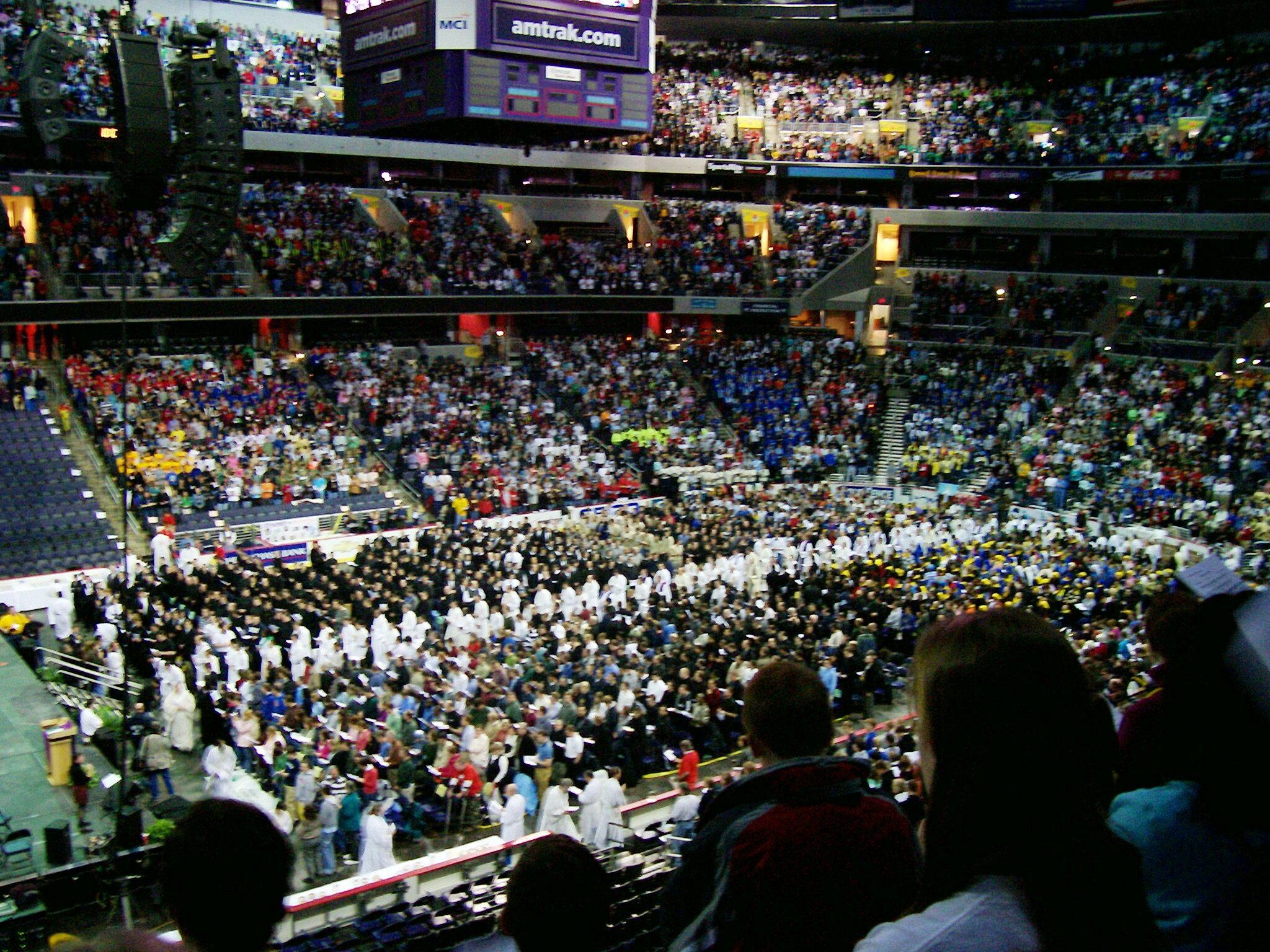
Rally de jóvenes y misa en Verizon Center (2006) ahora llamado Capital One Arena.

En 2009, el nuncio apostólico en los Estados Unidos, el arzobispo Pietro Sambri, leyó el mensaje del Papa Benedicto XVI, que decía a los asistentes que estaba "profundamente agradecido" por el "destacado testimonio anual del evangelio de la vida" de los jóvenes. En 2008, el mensaje del Papa agradeció a los asistentes por "promover el respeto por la dignidad y los derechos inalienables de todo ser humano". En 2011, se llevó a cabo un evento paralelo al evento Verizon Center en el DC Armory ; Un total de más de 27.000 jóvenes asistieron a los eventos.
En 2013, se agregó y celebró una Misa matutina y un mitin (antes de la Marcha por la Vida) en el Patriot Center en el campus de la Universidad George Mason, que incluyó al obispo de Arlington Paul Loverde, el obispo de Richmond Francis DiLorenzo y más de 100 obispos y sacerdotes de a lo largo de la nación. Life is MUY Good, que comenzó con 350 participantes en 2009, reunió a más de 12,000 entre sus dos eventos, celebrados antes y después de marzo, en 2013.

### Eventos evangélicos

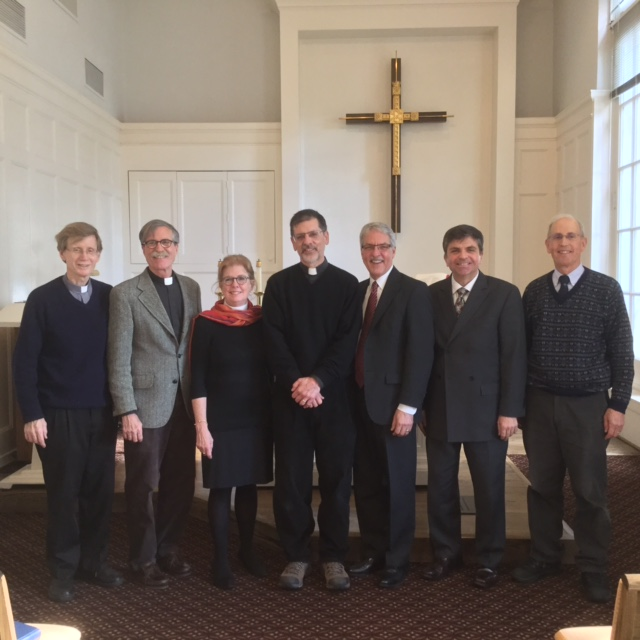
Clero y laicos en el evento Metodista Unido de 2017 para la Marcha por la Vida organizado por Lifewatch, Taskforce of United Methodists on Abortion and Sexuality

En el mitin March for Life de 2016, la Comisión de Ética y Libertad Religiosa, el brazo de políticas públicas de la Convención Bautista del Sur, organizó una conferencia "destinada a aumentar el nivel de participación en la causa pro-vida".
El Grupo de Trabajo de los Metodistas Unidos sobre el Aborto y la Sexualidad, que es parte del Consejo Religioso Nacional Pro-Vida, lleva a cabo su servicio de adoración anual en el Edificio Metodista Unido, y la liturgia celebrada para la Marcha de la Vida 2016 contó con "un sermón de Dr. Thomas C. Oden, editor general del Ancient Christian Commentary on Scripture, ex profesor de teología y ética en Drew University y miembro de la junta asesora de Lifewatch ".

### Eventos luteranos
Antes de la Marcha por la Vida de 2016, se celebró un Servicio Divino en la Iglesia Luterana Immanuel en Alexandria, Virginia.

### Marcha virtual por la vida
En 2010, Americans United for Life lanzó una marcha virtual en línea. Aquellos que no pudieron asistir a la Marcha por la Vida en persona podrían crear avatares de sí mismos y participar en una demostración virtual en una versión de Google Maps del National Mall. El primer evento en línea atrajo aproximadamente a 75.000 participantes.
La Marcha por la Vida de 2021 fue un evento virtual debido a la pandemia de COVID-19 en curso y las preocupaciones de seguridad luego del asalto al Capitolio de los Estados Unidos en 2021.

## Atención de los medios
Los miembros del movimiento antiaborto se han quejado con frecuencia de que el nivel de cobertura mediática de la Marcha por la Vida anual es insuficiente.